# Patrick Wang
Patrick Wang est un réalisateur américain né en 1976 à Houston.

## Biographie
Américain d'origine taïwanaise et chinoise, Patrick Wang a suivi des études d'économie, de musique et arts du théâtre. 
Son deuxième long métrage, Les Secrets des autres, a été présenté au Festival de Cannes 2015 (programmation de l'ACID).
Il a publié deux livres.

## Filmographie
- 2011 : In the Family
- 2015 : Les Secrets des autres
- 2018 : A Bread Factory Part 1 : Ce qui nous unit
- 2018 : A Bread Factory Part 2 : Un petit coin de paradis

## Publications
- The Monologue Plays, 2009
- Post Script, 2016